# Péter Ferenc (bemondó)
Péter Ferenc (Ketesd, 1944. december 30. – Dombóvár, 2024. december 3.) magyar rádióbemondó, műsorvezető, előadóművész, tanár.

## Életpályája
Erdélyben, Bánffyhunyad mellett, Ketesden született. Ötéves korában családja Nagyszalontára költözött. Középiskoláit Aradon végezte. Kolozsváron kezdte egyetemi tanulmányait és Budapesten, az Eötvös Loránd Tudományegyetemen fejezte be, orosz-magyar szakos tanári diplomát szerzett. Az említett nyelveken kívül beszél franciául és románul. Pályája elején mesélte: 

„Igen, valahol ott kezdődött az, hogy most véletlen itt – (a Magyar Rádióban) – vagyok, ott kezdődött az irodalom, a vers, a szép magyar beszéd szerelme. Talán éppen az Arany-féle ótorony árnyékában Nagyszalontán, ahová ötéves koromban költözködtünk. A felejthetetlen irodalmi körök, magyar tanáraim, minden órára egy-egy új verssel kellett jelentkeznünk. Akkor, és ott határoztam el, hogy színész, vagy tanár leszek, a magyar nyelv művelője…Rövid ideig tanítottam, majd nevelőtanárkodtam.”

 1968-ban került a Magyar Rádióhoz, bemondó lett. Rádióbemondói munkájáról mondta: 

„… nagyszerű dolog elsőként kívánni egy egész országnak jó reggelt, vagy éjjel elköszönni mindenkitől!”

Előadóművészként versekkel lépett a közönség elé és sanzonénekesként is bemutatkozott.

„Csehov, Dosztojevszkij, Gorkij művei vezettek el az orosz nyelv mélyebb megismeréséhez, a franciához pedig a sanzonok. Ezen a két nyelven már mondtam verseket a Korona Pódium idegen nyelvű estjein, majd megpróbálkoztam a sanzon énekléssel. Természetesen tanultam és tanulok is énekelni, csak így mertem vállalkozni a Fészek-estre…Ha franciául vagy oroszul mondok verset, eltűnik belőlem a bemondó és sokkal felszabadultabban tudom közvetíteni a vers érzelmi tartalmát. Még inkább így van ez sanzonénekléskor.”

2000-ben a költészet napján, Szlotta Judittal ez év bemondója díját vehette át a Fészek klubban, 2003-ban Körmendy László-díjat kapott.

## Rádiós munkáiból
1999. október 1-től ő volt a Notturno című éjszakai zenés adás első műsorvezetője a Bartók Rádióban. (2003. január 1-ig vezette a műsort.)

„...jött egy kései ajándék: a Notturno. Ha meghallottam egy zenét, rögtön vers, próza jutott eszembe. Azt próbáltam megosztani három éven keresztül a kedves Hallgatókkal. Talán voltak, akik tébolyult világunkban meg is hallgatták…”

- Notturno – (Bartók Rádió – műsorvezető)
- A Petőfi Rádió reggeli zenés műsora – adásvezető bemondó)

## Díjai, elismerései
- Az év bemondója (2000)[6]
- Körmendy László-díj (2003)